# Shel Silverstein
Sheldon Allan Silverstein conhecido como Shel Silverstein (Chicago, 25 de Setembro de 1932 – 10 de maio de 1999) foi um poeta, compositor, músico, cartunista e autor de livros de crianças americano.

## Vida
De origem judaica, Silverstein cresceu em Chicago, onde começou a desenhar e a escrever aos 12 anos. Depois de terminar o secundário na Theodore Roosevelt High School, começou a estudar arte na Universidade dos Illinois sem nunca ter completado o curso devido às suas más notas. Mais tarde, declarou que o tempo gasto com a universidade teria sido um desperdício e que teria sido melhor empregue a viajar pelo mundo, conhecendo pessoas.
Silverstein publicou suas primeiras histórias no jornal militar Pacific and Stripes, enquanto servia o exército na Coreia, nos anos 1950. Seu trabalho chamou a atenção da Playboy, onde colaborou durante seis anos, e ganhou notoriedade internacional com o cartum que representa um prisioneiro acorrentado à parede pelos pés e pelos punhos dizendo a outro acorrentado: “Pssst! Tenho um plano!”. Em 1961, estreou com o romance Uncle Shelby’s ABZ Book, que despertou a curiosidade de um editor de livros infantis. Dois anos depois, Silverstein lançaria sua primeira publicação para crianças, Leocádio, o leão que mandava bala (Cosac Naify, 2003). Desde então, não parou de escrever. Mas foi A Árvore Generosa (1964) que o consagrou. Arriscou-se, ainda, a escrever algumas peças de teatro e roteiros de cinema, sendo o mais famoso Things Change (1988), em coautoria com David Mamet.
Era apaixonado pela música e pela composição de letras, como comprovado pelos hits que foi fazendo ao longo dos anos para cantores como Johnny Cash, e a banda de rock Dr. Hook and the Medicine Show. Compôs também música original para diversos filmes, mostrando competências em guitarra, piano, saxofone e trombone. Ele próprio gravou ainda várias músicas. 
Shel morreu em 1999, de um ataque cardíaco.

## Trabalhos

### Álbuns
- Hairy Jazz (Elektra Records) (1959)
- Inside Folk Songs (Atlantic Records) (1962)
- Shel Silverstein's Stag Party (Crestview Records) (1963)
- I'm So Good That I Don't Have to Brag (Cadet Records) (1965)
- Drain My Brain (Cadet Records) (1967)
- Boy Named Sue and Other Country Songs (RCA Records) (1969)
- Ned Kelly (United Artists) (1970) film soundtrack
- Who Is Harry Kellerman and Why Is He Saying Those Terrible Things About Me? (Columbia/CBS Records) (1971) - trilha sonora do filme
- Freakin' at the Freakers Ball (Columbia/CBS Records) (1972)
- Crouchin' on the Outside (Janus Records), collection of I'm So Good... and Drain My Brain (1973)
- Songs and Stories (Parachute Records) (1978)
- The Great Conch Train Robbery (Flying Fish Records) (1980)
- Where the Sidewalk Ends (Columbia/CBS Records) (1984)
- A Light In the Attic (Columbia/CBS Records) (1985)
- The missing piece ( 1976)
- the missing piece meets the big O (1981)
- Underwater Land (with Pat Dailey) (Olympia Records) (2002) (lançado postumamente)
- The Best of Shel Silverstein: His Words His Songs His Friends (Legacy/Columbia/Sony BMG Music Entertainment) (2005) (lançado postumamente)
- Twistable, Turnable Man: A Musical Tribute to the Songs of Shel Silverstein (Sugar Hill) (2010)